# Edvard Lagergren
Nils Thure Edvard Lagergren, född 22 maj 1870 i Husby socken, Kopparbergs län, död 1905 i New York, var en svensk arkitekt och grafiker.
Han var son till brukspatronen Carl Gustaf (Gösta) Lagergren och Amy Lagergren och från 1900 gift med sjuksköterskan Fanny Holmes. Lagergren studerade vid Tekniska högskolan i Stockholm 1889-1893 samt vid Konstakademien 1893-1896 och i Axel Tallbergs etsningskurs 1895-1896 där han utförde en rad etsningar med arkitekturmotiv. Han var verksam som arkitekt i Stockholm 1895-1902 och var därefter anställd vid arkitektfirman Eidlitz & McKenzie i New York 1903-1905. Lagergren är representerad med några etsningar vid Kungliga biblioteket i Stockholm. 